# Frederick Block
Frederick Block (geboren als Friedrich Bloch 30. August 1899 in Wien, Österreich-Ungarn; gestorben 1. Juni 1945 in New York City) war ein österreichischer Komponist.

## Leben
Friedrich Bloch erhielt als Kind Klavierunterricht und beschäftigte sich schon früh mit der Komposition. Er wurde Soldat im Ersten Weltkrieg und an der Italienfront eingesetzt. Nach Kriegsende absolvierte er ein Musikstudium am Wiener Konservatorium bei Josef Bohuslav Foerster und später bei Hans Gál. Die erste öffentliche Aufführung einer Komposition erfolgte 1922 in Wien. In den 1920er Jahren begann er einen vierhändigen Klavierauszug der Sätze 2, 4 und 5 der 10. Symphonie Gustav Mahlers  zu erstellen, er berichtete darüber 1940/41 in der Zeitschrift „Chord and Dischord“ der Bruckner Society of America. Seit den 1930er Jahren komponierte er auch für großes Orchester und schrieb insgesamt neun Opern, jeweils mit eigenem Libretto. Seine einaktige Oper Samum wurde 1936 am Slowakischen Nationaltheater in Bratislava uraufgeführt und auch im Radio übertragen.
Beim Anschluss Österreichs 1938 floh Bloch nach England. Er heiratete und nannte sich nunmehr Frederick Block. Im Jahr 1940 gelangte er in die USA. Dort verdiente er seinen Lebensunterhalt als Arrangeur und Instrumentator musikalischer Radioshows, als Filmmusikkomponist des Dokumentarfilms We Are the Marines für den Produzenten The March of Time. Für die Musikverlage Amsco, Chappell, H. W. Gray, E. B. Marks und Wiener-Levant erstellte er eine Vielzahl Bearbeitungen klassischer Werke. Sein Werk enthält 78 Opus-Nummern.

## Werke
- 9 Opern
- 3 Sinfonien
- 4 Suiten
- Klavierquintett
- Klavierstücke, Lieder